# Lucjanów (województwo mazowieckie)
Lucjanów – wieś sołecka w Polsce położona w województwie mazowieckim, w powiecie lipskim, w gminie Lipsko.
| SIMC    | Nazwa     | Rodzaj     |
| ------- | --------- | ---------- |
| 0628282 | Sewerynów | przysiółek |

W latach 1975–1998 wieś administracyjnie należała do województwa radomskiego.
Wierni Kościoła rzymskokatolickiego należą do parafii Świętych Apostołów Piotra i Pawła w Krępie Kościelnej.